# Catoosa County
Catoosa County är ett administrativt område i delstaten Georgia, USA, med 63 942 invånare. Den administrativa huvudorten (county seat) är Ringgold. 

## Geografi
Enligt United States Census Bureau har countyt en total area på 1421 km². 420 km² av den arean är land och 1 km² är vatten.

### Angränsande countyn
- Hamilton County, Tennessee - nord
- Whitfield County, Georgia - öst
- Walker County, Georgia - väst